# Ivánka Endre
Draskóci és jordánföldi Ivánka Endre, 1944 után Endre von Ivánka (Budapest, 1902. szeptember 24. – Bécs, 1974. december 6.) klasszika-filológus, bizantinológus, filozófiatörténész. 1940-től a Magyar Tudományos Akadémia levelező tagja volt.

## Élete
Szüleivel, Ivánka Imrével és Schaukal Karolinával ötéves korában, 1907-ben Bécsbe költöztek, s itt töltötte gyermekkorát. 1920–1923-ban bencés novícius volt, két évig az osztrák fővárosban, 1922–1923-ban Olaszországban. 1923-ban beiratkozott a Bécsi Egyetemre, ahol teológiát, majd klasszika-filológiát hallgatott. Bölcsészdoktori oklevelét 1926-ban szerezte meg. 1927 és 1932 között családja Nógrád vármegyei birtokán, 1932-től Solymáron élt. 1933-tól a budapesti Pázmány Péter Tudományegyetemen a görög filozófia magántanára, ezzel párhuzamosan az Országos Könyvforgalmi és Bibliográfiai Központ munkatársa volt. 1938 és 1940 között a fővárosi egyetem Görög Filológiai Intézetében tanított. 1940-től a kolozsvári Magyar Királyi Ferenc József Tudományegyetemen a klasszika-filológia és az ókori történelem nyilvános rendkívüli, 1941-től rendes tanára volt. A Kolozsvárra bevonuló román csapatok elől 1944 szeptemberében családjával együtt Bécsbe menekült. 1945–1947-ben a Bécsi Egyetemen tanított vendégprofesszorként. 1947-től 1969-es nyugdíjazásáig a grazi egyetemen a klasszika-filológia nyilvános rendes tanára volt, ezzel egyidejűleg az egyetemen működő bizantinológiai intézet (Institut für Byzantinische Philosophie und Geistesgeschichte) vezetője volt.

## Munkássága
Életművét művelődéstörténeti szempontú, ókori és középkori hellenológiai kutatásai határozták meg. Főként az ókori görög és a bizánci filozófia történetével, valamint a hellenizmus, a korai kereszténység és Bizánc műveltségével foglalkozott. Beható vizsgálat tárgyává tette a hellenisztikus antikvitásnak a későbbi korok műveltségében továbbélő elemeit. Több kora középkori bizánci krónikát fordított le és adott ki németül (pl. Georgiosz Fantzész 15. századi művét Bizánc elestéről), s részt vett több bizantinológiai folyóirat szerkesztésében.
Tudományos eredményei elismeréseképpen 1938-ban a görög állam Főnix-renddel tüntette ki. 1939-ben a Szent István Akadémia rendes, 1940-ben a Magyar Tudományos Akadémia levelező tagjává választották. Az Akadémia 1949-es átszervezése során az egyébként is emigrált Ivánka tagságát megszüntették, amelyet csak 1989-ben (posztumusz) állítottak vissza. A Magyar Filozófiai Társaság választmányi tagjaként is tevékenykedett.

## Főbb művei
- Die Arisztotelész|aristotelische Politik und Städtegründungen Alexanders des Grossen, Budapest, 1938
- Két magyarországi plébániakönyvtár a XV. században, in: Századok 1938
- Szent Gellért görög műveltségének problémája, Budapest, 1942
- Hellenisches und Christliches im frühbyzantinischen Geistesleben, Wien, 1948
- Seit neunhundert Jahren getrennte Christenheit: Studien zur ükumenischen Begegnung mit der Orthodoxie, Wien, 1962
- Plato Christianus: Übernahme und Umgestaltung des Platonismus durch die Väter, Einsiedeln, 1964
- Rhomäerreich und Gottesvolk, München, 1968